# Trifolium gordejevii
Trifolium gordejevii là một loài thực vật có hoa trong họ Đậu. Loài này được (Kom.) Z.Wei miêu tả khoa học đầu tiên.